# نيد ر. هيلي
نيد ر. هيلي هو سياسي أمريكي، ولد في 9 أغسطس 1905 في ميلواكي في الولايات المتحدة، وتوفي في 10 سبتمبر 1977 في لونغ بيتش في الولايات المتحدة. نشط حزبياً في الحزب الديمقراطي. وقد انتخب عضو مجلس النواب الأمريكي ‏.